# Hécourt (Eure)
Hécourt település Franciaországban, Eure megyében. Lakosainak száma 318 fő (2022. január 1.). Hécourt Aigleville, Breuilpont, Chaignes, Fains, Gadencourt, Merey és Pacy-sur-Eure községekkel határos.

## Népesség
A település népességének változása:
| Lakosok száma | 168  | 212  | 274  | 331  | 347  | 347  | 330  | 318  | 314  | 318  |
|               | 1968 | 1982 | 1990 | 2006 | 2013 | 2015 | 2017 | 2019 | 2020 | 2022 |